# Gepunte ruimte
In de topologie, een deelgebied van de wiskunde, is een gepunte ruimte een topologische ruimte X met een onderscheiden basispunt x0 in een verzameling X. Afbeeldingen van gepunte ruimten (basisafbeeldingen) zijn continue afbeeldingen die het basispunt bewaren, dat wil zeggen continue afbeeldingen f : X → Y, zodanig dat f(x0) = y0. Dit wordt meestal aangeduid door
f : (X, x0) → (Y, y0).
Gepunte ruimten zijn belangrijk in de algebraïsche topologie, in het bijzonder in de homotopietheorie, waar veel constructies, zoals de fundamentaalgroep, afhankelijk zijn van de keuze van het basispunt.